# Eudiagogini
Eudiagogini es una tribu de insectos coleópteros curculiónidos pertenecientes a la subfamilia Entiminae.  

## Géneros
- Aetherhinus Schoenherr, 1840
- Aracanthus Say, 1831
- Chileudius Kuschel, 1950
- Colecerus Schoenherr, 1840
- Eucoleocerus Champion, 1911
- Eudiagogus Schoenherr, 1840
- Eudius Schoenherr, 1834
- Eudomus Scudder, 1893
- Eurpsaces Schoenherr, 1840
- Oligocryptus Carpenter, 1985
- Pororhynchus Schoenherr, 1840
- Promecops Sahiberg, 1823